# Mazateci
Mazateci ili Masateci su domorodački narod koji živi na području države Oahaka u južnom Meksiku, blizu granice s Pueblom i Verakruzom. Srodni su Mikstecima i Otomijima.
Ime im dolazi od relativne blizine gradu Mazatlan u državi Oahaka, pa su ih tako nazvali rani španski istraživači. Sam Mazatlan je navatlansko ime koje znači „jelenovo mjesto”.
Oni se smatraju i nazivaju „skromnim” ljudima.
Mazateci su najpoznatiji po uzgoju i spiritualnoj upotrebi kadulje salvia divinorum (gatarske kadulje), sjemena marihuane i psilocibinske gljive, koje upotrebljavaju mazatečki šamani.
Mazatečka religija je sinteza tradicionalnih vjerovanja i hrišćanstva koga su donijeli španski konkvistardori. To je razlog zašto su enteogene kao salvia divinorum nazvali Ska María Pastora, pri čemu je María referenca na hrišćansku Devicu Mariju.
Mazateci govore mazatečkim ili mazateko jezikom koji pripada Popoloka-Mazateko porodici jezika.